# XGMML
XGMML (the eXtensible Graph Markup and Modeling Language) — это приложение XML, основанное на GML, которое используется для описания графов. Технически, хоть и GML не связан ни с XML, ни с SGML, но XGMML — это приложение XML, которое разработано таким образом, что существует соотношение 1:1 к GML для тривиального преобразования между двумя форматами.

## Приложения поддерживающие XGMML
- Cytoscape, программная платформа биоинформатики с открытым исходным кодом для визуализации сетей молекулярных взаимодействий, загружает и сохраняет сети и атрибуты узлов/ребер в XGMML
- Biomax[англ.] BioXM Knowledge Management Environment, настраиваемая система управления знаниями для наук о жизни, поддерживает экспорт графов семантической сети в виде файлов XGMML
- JNets, инструмент визуализации и анализа сетей.[1]